# Amona, Mateh Binyamin

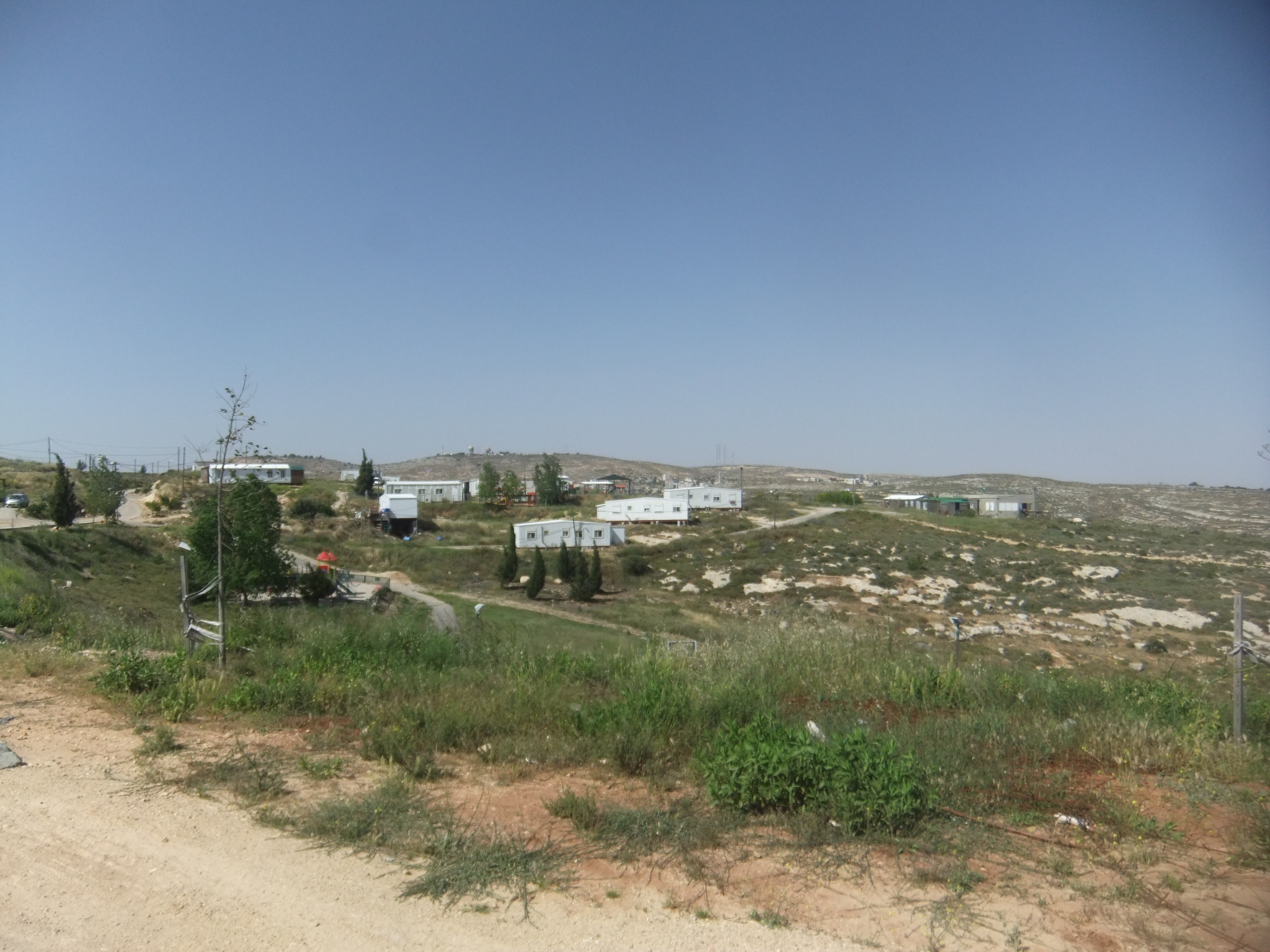
Vue générale d'Amona.

Amona (en hébreu : עמונה) est un avant-poste israélien du centre de la Cisjordanie, fondée en 1995 sur des propriétés privées palestiniennes. La colonie est située sur une colline surplombant Ofra (en), une autre colonie dépendant du conseil régional de Mateh Binyamin. La colonie comptait autour de 200 habitants en 2012.
La Cour suprême d'Israël décida en 2006 que la colonie était illégale d'après le droit israélien, mais en mars 2013, son statut était toujours incertain car le gouvernement de Benyamin Netanyahou continue de s'opposer à l'ordre d'évacuation. Une enquête de la police israélienne révèle, en mai 2014, que la colonie tout entière se trouve sur des terres privées palestiniennes et que les documents produits par les colons pour justifier l'achat des terres étaient falsifiées. En décembre 2014, la Cour suprême d'Israël ordonne à l'État de faire évacuer et de détruire la colonie dans les deux ans. Face aux nouvelles réticences de Netanyahou, la Cour réaffirme cet arrêté en novembre 2016, en fixant la date butoir pour la démolition au 25 décembre 2016.
L'expulsion violente des résidents est finalement effectuée le 1er février 2017 le jour où le Premier ministre Benyamin Netanyahou annonce une nouvelle implantation pour remplacer Amona. Cette expulsion devrait être suivie de la destruction des maisons,. 

## Situation juridique
La communauté internationale dans son ensemble considère les colonies israéliennes de Cisjordanie illégales au regard du droit international mais le gouvernement israélien conteste ce point de vue.